# Dispositio Achillea
Dispositio Achillea (Constitutio Achillea) — династический закон маркграфа Брандербурга Альбрехта Ахиллеса из Гогенцоллернов, регулировавший распределение владений между его наследниками в 1473 году.
В Dispositio Achillea Альбрехт Ахиллес назначил своего старшего сына Иоганна Цицерона преемником в маркграфстве Бранденбург. Это было продиктовано принципами Золотой булы, которые в 1356 г. сделали обязательной неделимость государств курфюрстов. Два других сына Фридрих и Зигмунд получили франконские маркграфства Бранденбург-Ансбах и Бранденбург-Кульмбах, выбор княжества шёл по жребию. Любые другие потомки мужского пола не должны были больше иметь свою землю, вместо этого им полагалась духовная карьера.
Во время своего создания Dispositio Achillea фактически определял текущий порядок наследования между тремя сыновьями маркграфа, но со временем стал общепризнанным принципом наследования среди Гогенцоллернов, и в 1541 году связанные с ним положения были признаны Регенсбургским договором о разделе в качестве обязательного домашнего узаконения.
Центральным элементом Dispositio Achillea был принцип неделимости маркграфства Бранденбург, который теперь прописывался и в фамильном праве Гогенцоллернов. В то же время был заложен фундамент для развития, которое в конечном итоге привело к постепенному отделению маркграфства от прежней родины Гогенцоллернов во Франконии. На них образовались две независимые территории с двумя княжествами Бранденбург-Ансбах и Бранденбург-Кульмбах, которые воссоединились с маркграфством только в 1792 году.